# Vaudreuil-Dorion
Vaudreuil-Dorion – miasto w Kanadzie, znajdujące się w prowincji Quebec, w regionie Montérégie i MRC Lajemmerais. Powstało 16 marca 1994 roku poprzez połączenie miast Vaudreuil i Dorion.
Liczba mieszkańców Vaudreuil-Dorion wynosi 25 789. Język francuski jest językiem ojczystym dla 73,4%, angielski dla 16,4% mieszkańców (2006).